# Kees Smit (Fußballspieler, 2006)
Kees Smit (* 20. Januar 2006 in Heiloo, Niederlande) ist ein niederländischer Fußballspieler.
Er spielt auf der Position des zentralen Mittelfeldspielers. Smit spielt seit seiner Kindheit bei AZ Alkmaar und ist niederländischer Nachwuchsnationalspieler.

## Karriere

### Verein
Kees Smit wechselte im Jahr 2015 von De Foresters in die Jugendabteilung von AZ Alkmaar und gab am 23. Januar 2023, drei Tage nach seinem 17. Geburtstag, beim 1:1-Unentschieden im Zweitligaspiel gegen Helmond Sport sein Pflichtspieldebüt für die zweite Mannschaft der Alkmaarer. Mit AZ Alkmaar gewann er 2023 die UEFA Youth League, nachdem im Finale Hajduk Split mit 5:0 geschlagen wurde, wobei er im Endspiel ein Tor vorbereitete. Am 10. März 2024 kam Smit zu seinem ersten Einsatz für AZ Alkmaar in der Eredivisie.

### Nationalmannschaft
Kees Smit ist Nachwuchsnationalspieler der Niederlande und kam bisher für „Oranje“ in den Altersklassen U16, U17, U18 und U19 zum Einsatz.